# Bodianus insularis
Bodianus insularis е вид бодлоперка от семейство Labridae. Видът не е застрашен от изчезване.

## Разпространение и местообитание
Разпространен е в Асенсион и Тристан да Куня и Остров Света Елена.
Среща се на дълбочина от 6 до 60 m.

## Описание
На дължина достигат до 33 cm.